# Helen McCrory

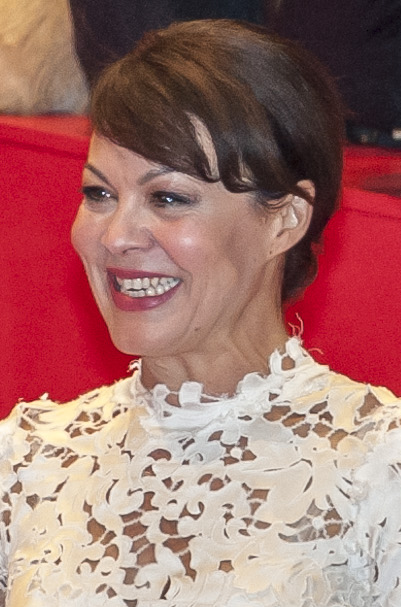
Helen McCrory (2015)

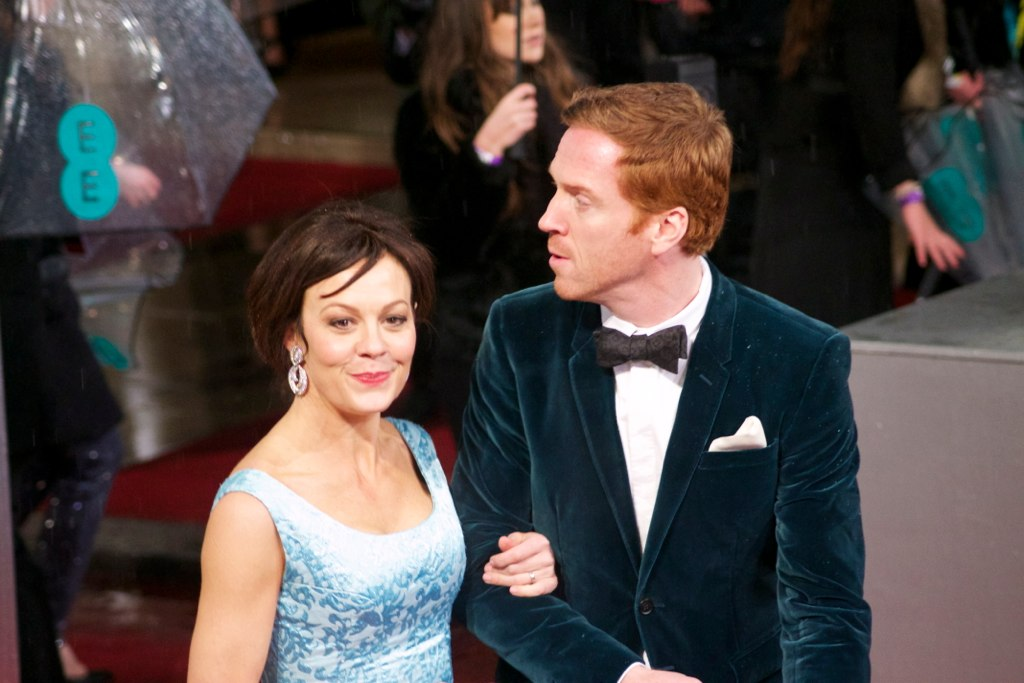
McCrory und Damian Lewis (2013)

Helen Elizabeth McCrory, OBE (* 17. August 1968 in London; † 16. April 2021 ebenda) war eine britische Schauspielerin.

## Leben und Karriere
Helen McCrory wurde 1968 als das älteste von drei Kindern von Ian und Anne McCrory in London geboren. Sie wuchs in zahlreichen Ländern auf, so beispielsweise in Norwegen, Nigeria, Frankreich und Madagaskar. McCrory studierte an der Universität der Künste London. Ihre Schauspielausbildung absolvierte sie am Londoner Drama Centre.
McCrory begann ihre Karriere in Fernsehserien, bis sie eine kleinere Rolle in dem Spielfilm Interview mit einem Vampir (1994) von Neil Jordan erhielt. Es folgten Auftritte in Kostümfilmen wie Casanova und Geliebte Jane. 2008 wurde McCrory für die Rolle der Narzissa Malfoy in Harry Potter und der Halbblutprinz verpflichtet. Sie war außerdem in den beiden Teilen der Verfilmung von Harry Potter und die Heiligtümer des Todes zu sehen. Bekannt wurde auch ihre Darstellung von Tony Blairs Ehefrau Cherie Blair in dem Oscar-prämierten Spielfilm Die Queen (2006) sowie in der Fernsehproduktion The Special Relationship (2010).
Im Zuge der New Year Honours 2017 wurde McCrory von der britischen Königin als Officer des Order of the British Empire ausgezeichnet.
Am 4. Juli 2007 heiratete sie den Schauspieler Damian Lewis. Sie hatten miteinander eine Tochter und einen Sohn. Die Familie lebte zeitweise in Los Angeles, bevor sie nach London zurückkehrte. Sie starb im April 2021 im Alter von 52 Jahren an den Folgen von Krebs.

## Filmografie
Filme
- 1994: Interview mit einem Vampir (Interview with the Vampire: The Vampire Chronicles)
- 1994: Geheimnisse (Uncovered)
- 1995: Streetlife
- 1997: Die James Gang (The James Gang)
- 1998: Dad Savage
- 2000: Hotel Splendide
- 2001: Die Liebe der Charlotte Gray (Charlotte Gray)
- 2002: Monte Cristo (The Count of Monte Cristo)
- 2002: Deep Down (Kurzfilm)
- 2004: Does God Play Football (Kurzfilm)
- 2004: Enduring Love
- 2005: Casanova
- 2006: Normal for Norfolk (Kurzfilm)
- 2006: Die Queen (The Queen)
- 2007: Geliebte Jane (Becoming Jane)
- 2008: Flashbacks of a Fool
- 2009: Harry Potter und der Halbblutprinz (Harry Potter and the Half-Blood-Prince)
- 2009: Der fantastische Mr. Fox (Fantastic Mr. Fox, Stimme)
- 2010: 4.3.2.1
- 2010: Harry Potter und die Heiligtümer des Todes – Teil 1 (Harry Potter and the Deathly Hallows – Part 1)
- 2011: Harry Potter und die Heiligtümer des Todes – Teil 2 (Harry Potter and the Deathly Hallows – Part 2)
- 2011: Hugo Cabret (Hugo)
- 2012: Flying Blind
- 2012: James Bond 007: Skyfall (Skyfall)
- 2012: The Cabal Club (Soho) (Kurzfilm)
- 2014: Die Frau in Schwarz 2: Engel des Todes (The Woman in Black: Angel Of Death)
- 2014: Die Gärtnerin von Versailles (A Little Chaos)
- 2015: Bill
- 2016: Ihre beste Stunde – Drehbuch einer Heldin (Their Finest)
- 2017: Loving Vincent
- 2021: Charlotte (Animationsfilm, Stimme von Paula Lindberg-Salomon)

Fernsehfilme
- 1995: Dirty Old Town
- 1996: Witness Against Hitler
- 1996: Forest People
- 1998: Spoonface Steinberg
- 1998: Stand and Deliver
- 1999: Split Second
- 2002: Dead Gorgeous
- 2003: Lucky Jim
- 2003: Carla
- 2004: Sherlock Holmes – Der Seidenstrumpfmörder (Sherlock Holmes and the Case of the Silk Stocking)
- 2007: Frankenstein
- 2010: The Special Relationship
- 2012: We’ll Take Manhattan
- 2014: Tommy Cooper: Not Like That, Like This

Fernsehserien
- 1993: Full Stretch (eine Folge)
- 1993: Performance (eine Folge)
- 1996: The Fragile Heart (drei Folgen)
- 1997: Der Preis des Verbrechens (Trial & Retribution, zwei Folgen)
- 2000: Anna Karenina (vier Folgen)
- 2000: North Square (zehn Folgen)
- 2001: In a Land of Plenty (drei Folgen)
- 2002: The Jury (Miniserie, sechs Folgen)
- 2002: Dickens (drei Folgen)
- 2003: Charles II: The Power and The Passion (Miniserie, drei Folgen)
- 2005: Messiah: The Harrowing (drei Folgen)
- 2009: Life (fünf Folgen)
- 2010: Doctor Who (eine Folge)
- 2011: Phineas und Ferb (eine Folge, Stimme)
- 2012: Halb so alt wie sie (Leaving, drei Folgen)
- 2013–2019: Peaky Blinders – Gangs of Birmingham (Peaky Blinders, 30 Folgen)
- 2014: Inside No. 9 (eine Folge)
- 2014–2015: Penny Dreadful (elf Folgen)
- 2017: Fearless (sechs Folgen)
- 2019: MotherFatherSon (acht Folgen)
- 2019–2022: His Dark Materials (Stelmaria, Asriels Dæmon (Stimme))
- 2020: Roadkill (vier Folgen)

## Theatrografie (Auswahl)
- 1988–1992: Fuenta Ovejuna (National Theatre, London)
- 1991: Pride and Prejudice (Royal Exchange Theatre, Manchester)
- 1991: Blood Wedding (National Theatre, London)
- 1993: Trelawny of the „Wells“ (National Theatre, London)
- 1994: The Seagull (National Theatre, London)
- 1994–1995: The Devil’s Disciple (National Theatre, London)
- 1995: Macbeth (Tricycle Theatre Company, London)
- 1995–1996: Les Enfants Du Paradis (Barbican Theatre, London)
- 1998: How I Learned to Drive (Donmar Warehouse, London)
- 1998–1999: The Triumph of Love (Almeida Theatre, London)
- 2001: Platonov (Almeida Theatre, London)
- 2002: Twelfth Night (Donmar Warehouse, London)
- 2003: Uncle Vanya (BAM Harvey Theater, New York)
- 2004: Five Gold Rings (Almeida Theatre, London)
- 2005: As You Like It (Wyndham’s Theatre, London)
- 2008: Rosmersholm (Almeida Theatre, London)
- 2010: The Late Middle Classes (Donmar Warehouse, London)
- 2012: The Last of the Haussmans (Lyttelton Theatre, London)
- 2014: Medea (Olivier Theatre, London)
- 2016: The Deep Blue Sea (Lyttelton Theatre, London)

## Auszeichnungen und Nominierungen
- 2003: Drama Desk Award – Nominierung als Outstanding Featured Actress in a Play für ihre Rolle in Uncle Vanya
- 2013: Olivier Award – Nominierung als Best Actress in a Supporting Role für ihre Rolle in The Last of the Haussmans
- 2014: London Critics’ Circle Theatre Award als Beste Schauspielerin
- 2017: Officer des Order of the British Empire